# Мустафа Хюсейн
Мустафа Хюсейн Мехмедов е български революционер, деец на Вътрешната македонска революционна организация.

## Биография
Мустафа Хюсейн е роден през 1888 или 1892 година в село Нъте, тогава в Османската империя, днес в Гърция. Присъединява се към ВМРО и действа като четник на Георги Хаджимитрев в Гевгелийско. През октомври 1923 година четата попада на засада на ренегата Иван Пальошев при Милетково, в сражението загиват Мустафа Хюсейн и селянинът куриер Кръстю Георгиев (Кръсто Трайков) от Милетково.